# Gynoplistia hemiptera
Gynoplistia hemiptera là một loài ruồi trong họ Limoniidae. Chúng phân bố ở miền Australasia.